# Nässelkuping
Nässelkuping (Calyptella capula) är en svampart som först beskrevs av Theodor Holmskjold, och fick sitt nu gällande namn av Lucien Quélet 1888. Enligt Catalogue of Life ingår Nässelkuping i släktet Calyptella,  och familjen Marasmiaceae, men enligt Dyntaxa är tillhörigheten istället släktet Calyptella,  och familjen Chromocyphellaceae. Arten är reproducerande i Sverige. Inga underarter finns listade i Catalogue of Life.